# Есенкент
„Есенкент“ (на турски: Esenkent) е квартал, разположен в северната част на район „Малтепе“ в Истанбул, Турция. Намира се в северната част на града и граничи с кварталите „Гюлсую“, „Гюленсу“, „Джевизли“ и „Бююкбакалкьой“. Населението му е 23 511 души (2007). 
В рамките на квартала има две основни училища, средно училище и гимназия. Има и едно частно училище. На територията на квартала се намира и метростанция „Eсенкент“.